# Kura (divinità)
Kura è la principale divinità della mitologia di Ebla, una delle città principali della Siria del III e II millennio a.C. Insieme alla sua paredra Barama, Kura era la divinità protettrice del re.
Probabilmente si tratta di una divinità dinastica, era molto popolare in tutta la città, e che farebbe pensare ad un'origine hurrita del suo nome. Alla divinità era collegato un rito di successione al trono che prevedeva alcune nozze sacre e altri riti di tipo funerario.
Tuttavia, malgrado la posizione di preminenza dell'enigmatica figura di Kura nel pantheon di Ebla, di tale divinità si sono smarrite le tracce nella tradizione religiosa della Siria più tarda. 